# Chanelle Lindell
Chanelle Daniela Lindell Ahlstedt, född 23 augusti 1989, är en svensk skådespelare.
Lindell studerade vid medieprogrammet på gymnasiet i Uddevalla. Hon var medlem i en teaterförening och vilket ledde till hennes debutroll och tillika huvudroll som Linnea i filmen Ciao Bella 2007. 2009 medverkade hon i en mindre roll i TV-serien 183 dagar.

## Filmografi
- 2007 – Ciao Bella
- 2009 – 183 dagar (TV-serie)